# 크리스틴 키시
크리스틴 키시(영어: Kristen Kish, 1983년 12월 1일 ~ )는 Top Chef의 10번째 시즌에서 우승한 것으로 알려진 미국의 셰프이다. 그녀는 이전에 보스턴 포트 포인트의 멘톤에서 주방장을 역임했다. 그녀는 21번째 시즌 Top Chef: Wisconsin부터 Top Chef의 진행자가 되었다. 그녀는 또한 Travel Channel의 36 Hours의 진행자이고, TruTV의 Fast Foodies의 공동 진행자이며, Iron Chef: Quest for an Iron Legend의 공동 진행자이고, National Geographic의 Restaurants at the End of the World의 진행자이기도 하다.